# Stretto di Bali

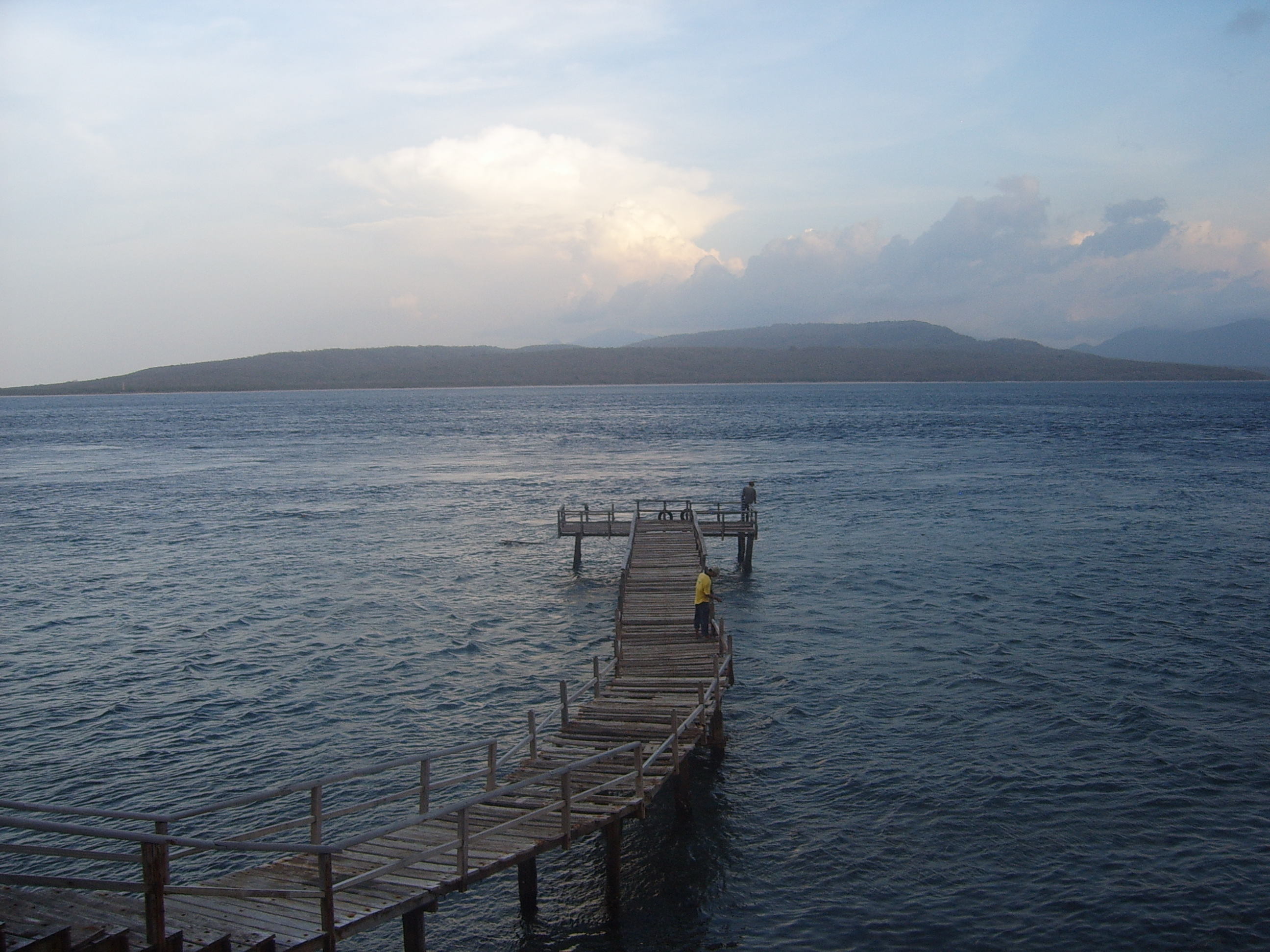
Lo Stretto di Bali visto dall'isola di Giava.

Lo stretto di Bali (indonesiano: Selat Bali) è un braccio di mare che separa le isole di Bali e Giava. Lo stretto costituisce il confine tra le province indonesiane di Giava Orientale e Bali e collega l'Oceano Indiano a sud, con il mar di Bali a nord. La larghezza minima dello stretto è di 2,4 km. Un traghetto collega le due isole facendo la spola da Banyuwangi (Giava) a Gilimanuk (Bali).